# 柿原翔
柿原 翔（かきはら しょう、1985年4月1日 -）は、地方競馬の名古屋競馬場藤ケ崎一男厩舎所属の騎手である。地方競馬教養センター騎手課程第76期生。

## 来歴
2002年9月29日付けで地方競馬騎手免許を取得。同年10月21日第15回名古屋競馬1日目第11競走ほととぎす特別（B級）ブレードランナーで初騎乗（12頭立て3番人気5着）。同年11月20日第17回名古屋競馬5日目第10競走あけび特別（C級）をベルデンフドウで優勝（10頭立て7番人気）し、初勝利。
2007年1月17日第20回名古屋競馬4日目第9競走サラB11組条件戦をホーリーオラクルで優勝（9頭立て3番人気）し、地方競馬通算100勝達成。
2008年7月18日第9回名古屋競馬4日目第11競走第12回名港盃をテキサスイーグルで逃げ切り優勝（12頭立て6番人気）し、重賞初制覇。同年10月12日第4回京都競馬2日目第11競走第43回京都大賞典でテキサスイーグルに騎乗し、中央競馬初騎乗（10頭立て8番人気10着）。同年地方競馬通算200勝達成。
2010年3月25日第27回名古屋競馬3日目第2競走サラC15組条件戦をヘイハチドリームで優勝（10頭立て1番人気）し、3692戦目で地方競馬通算300勝達成。
2018年3月2日名古屋競馬第10競走をヴェリテで優勝し、8051戦目にして地方通算1000勝を達成。

## 主な騎乗馬
- テキサスイーグル（2008年名港盃）
- マザーフェアリー（2012年新春ペガサスカップ）
- ホウライジェントル（2012年兼六園ジュニアカップ）